# Jean Mohsen Fahmy
Pour les articles homonymes, voir Fahmy.
Jean Mohsen Fahmy (né en 1942 au Caire) est un écrivain canadien d’origine égyptienne. Il est l’auteur de plusieurs romans et essais et de dizaines d’articles d’analyse politique et littéraire. 

## Biographie
Né au Caire, en Égypte, en 1942, Jean Mohsen Fahmy détient une licence ès-lettres de l’université du Caire. Après avoir émigré au Canada en 1968, il a également obtenu une maîtrise ès-arts de l’université de Montréal et un doctorat (Ph.D.) de l’université McGill à Montréal.
Jean Fahmy a commencé sa carrière comme journaliste, notamment comme reporter à l’Agence France-Presse (AFP) au Caire et comme éditorialiste au magazine Images (Le Caire). Au Canada, il a enseigné la littérature et la civilisation françaises aux universités McGill et d’Ottawa.
À partir de 1974, Jean Fahmy a assumé des responsabilités croissantes au sein de la Fonction publique canadienne, dans de nombreux ministères
Depuis 2000, Jean Fahmy est consultant dans le domaine de la formation des cadres et de la recherche en politiques publiques. Il est également un conférencier recherché et se consacre de plus en plus à sa carrière littéraire.
Jean Fahmy a rédigé des dizaines d’articles d’analyse littéraire, sociale et politique.  Il est également l’auteur de plusieurs nouvelles et essais littéraires ainsi que de huit romans, dont L’Agonie des dieux, qui a obtenu en 2006 le Prix Trillium, le prix littéraire le plus prestigieux en Ontario.
Un de ses récents romans, Frères ennemis, publié en 2009, a été finaliste du grand prix du Salon du livre de Toronto, du Prix du livre d'Ottawa et du Prix Trillium. Dans une chronique littéraire, le critique Jean-Luc Doumont écrit : « Ce roman arrive comme un cadeau de Noël bien avant l’heure. Jean Fahmy a mis la barre haut dans le récit des événements et dans les émotions de ses personnages. “Frères ennemis” est sans doute le roman de l’année. Une œuvre majestueuse. Magnifique! ».
Son roman Les Chemins de la liberté a paru en deux tomes. Le tome 1 : Fabien et Marie a été publié en 2013 et le tome 2 : L'Ultime Voyage, en 2014 aux éditions JCL. Il a remporté le Prix littéraire France-Acadie en 2014. Le prix lui a été remis à Paris. 
En 2019, Jean Fahmy a publié aux Éditions David (Ottawa) son roman La sultane dévoilée.
Président sortant de l’Association des auteures et auteurs de l’Ontario français (AAOF), Jean Fahmy est également président fondateur de la Table de concertation du livre franco-ontarien. Il est fortement engagé dans les milieux littéraires et culturels de la francophonie canadienne et plus particulièrement franco-ontarienne.
Jean Fahmy a reçu en 2005 l’Hommage annuel de l’Association pancanadienne Communications et société « pour la constance de son engagement dans le domaine des communications, de l’écriture et de la francophonie ».

### Romans, nouvelles et récits
- La sultane dévoilée, roman, Ottawa, Les Éditions David, 2019, 274 pp.
- Les Chemins de la liberté, tome 2 : L'Ultime Voyage, Chicoutimi, Les Éditions JCL, 2014, 361 pp.
- Chemins de la liberté, tome 1 : Fabien et Marie, Chicoutimi, Les Éditions JCL, 2013, 356 pp.
- Le Berger du soleil, récit, Ottawa, Centre franco-ontarien de Ressources pédagogiques, 2009, 44 pp.
- Frères ennemis, roman, Montréal, VLB Éditeur, 2009, 355 pp.
- Alexandre et les trafiquants du désert, roman jeunesse, Ottawa, Les Éditions L’Interligne, 2007, 160 pp.
- L’Agonie des dieux, roman, Les Éditions L’Interligne, Ottawa, 2005, 303 pp.
- Lumières, nouvelle, in Virages. La Nouvelle en revue, Toronto, Prise de Parole, automne 2003, No. 23.
- Ibn Khaldoun – L’honneur et la disgrâce, roman, Ottawa, Les Éditions L’Interligne, 2002, 377 pp.
- Amina et le mamelouk blanc, roman, Ottawa, Les Éditions L’Interligne, 1998,  448 pp. Réédition 1999.
- Le Désert et le loup, récit scout, Sherbrooke, Éditions Naaman, 1985, 99 pp.

### Essais
- Chrétiens d'Orient, le courage et la foi, Montréal et Paris, Éditions Médiaspaul, 2015
- Voltaire et Paris, « The Voltaire Foundation », Oxford University Press, Oxford (England), 1981, 265 pp.
- Jean-Jacques Rousseau et la société du XVIIIe siècle (en collaboration), Ottawa, Éditions de l’Université d’Ottawa, 1981
- Études Rousseau Trent (en collaboration), Éditions de l’Université d’Ottawa, 1980
- Voltaire et l’amitié, Montréal, 1972, 173 pp.

### Articles
Jean Fahmy a tenu une chronique régulière de politique internationale au quotidien d’Ottawa Le Droit de 1976 à 1978.
Il a également signé des articles de critique littéraire, politique et sociale, des pièces d’opinion et des études culturelles dans de nombreuses publications, dont :
- Les quotidiens Le Droit, Le Devoir et La Presse (Canada)
- L’hebdomadaire Images (Le Caire)
- Les périodiques suivants : 
  - Revue de l’Université d’Ottawa
  - Langue et société (Ottawa),
  - La Coupole (Montréal), notamment des articles sur l’histoire d’Alexandrie à travers les siècles
  - Cahiers (Genève),
  - Écriture française (Sherbrooke, Canada), notamment des articles sur l’écrivain Tewfik el Hakim et le peintre Mahmoud Said
  - Politique internationale (Paris).

## Prix et distinctions littéraires
Les romans et les essais de Jean Fahmy ont été couronnés de plusieurs prix.
- La Sultane dévoilée a obtenu le Prix du Salon du livre de Toronto 2019 et est finaliste du Prix du livre d'Ottawa 2020
- Chrétiens d'Orient, le courage et la foi  a été finaliste du Prix du Livre d'Ottawa en 2016
- Les Chemins de la liberté  a obtenu le Prix littéraire France-Acadie en 2014
- Frères ennemis, finaliste des prix suivants : Grand Prix du Salon du livre de Toronto, Prix Trillium, Prix du livre d'Ottawa
- Alexandre et les trafiquants du désert, finaliste du Prix du livre d'Ottawa
- L’Agonie des dieux a obtenu le Prix Trillium, le Prix littéraire Le Droit et a été finaliste du Prix des lecteurs Radio-Canada
- Ibn Khaldoun – L’Honneur et la disgrâce a obtenu le Prix du livre d'Ottawa et a été finaliste du Prix des lecteurs Radio-Canada et du Prix littéraire Le Droit
- Amina et le mamelouk blanc a été finaliste du Prix Trillium
- Hommage Communications et Société, décerné par l’organisme pancanadien Communication et Société en 2005

## Conférences
Jean Fahmy est un conférencier recherché.  Il a donné des dizaines de conférences à Ottawa, à Gatineau, à Montréal, à Toronto, à Hearst, à Sudbury, à Seattle (USA), à la Nouvelle-Orléans (USA), à Paris, Brest, Nice et Saint-Malo (France).
Ses récentes conférences portent essentiellement sur des sujets de nature culturelle ou littéraire, et jettent un éclairage particulier sur son œuvre.  Mentionnons, à titre d’exemple, quelques titres :
- Le roman historique : roman ou Histoire?
- Les défis du romancier historique
- Regards croisés sur l’Histoire vue à travers la littérature
- Les saints d’Alexandrie et d’Égypte
- L’Expédition de Bonaparte : un tournant pour la France et l’Égypte
- La naissance du Canada français moderne
- Naissance de l’égyptologie et de l’égyptomanie
- L’héritage de Léopold Sédar Senghor : un témoignage personnel
- L’actualité de Voltaire

## Sources
1. ↑  Prix Trillium
2. ↑  Made in Quebec, 13 avril 2009, Jean-Luc Doumont
3. ↑  « Accueil - Les éditions JCL », sur Les éditions JCL (consulté le 1er octobre 2020).
4. ↑  Association pancanadienne Communications et société